# كانتيلال مارديا
كانتيلال فارديتشاند «كانتي» مارديا (بالإنجليزية: Kantilal Mardia) هو إحصائي هندي متخصص في إحصاءات الاتجاه، التحليل متعدد المتغيرات، جيولوجيا إحصائية، الإحصائية المعلوماتية الحيوية وتحليل شكل الإحصائي.

## نبذة
ولد في سيروهي، راجستان، الهند في عائلة جاينة ويقيم ويعمل الآن في ليدز. وهو معروف بسلسلة اختباراته للقياسات الطبيعية متعددة المتغيرات للالتواء والتفرطح متعدد المتغيرات بالإضافة إلى العمل على القياسات الإحصائية للشكل.

## الروابط الخارجية
- الصفحة الرئيسية في جامعة ليدز نسخة محفوظة 30 أبريل 2007 على موقع واي باك مشين.
- مؤسسة يوركشاير جاين[وصلة مكسورة]